# Ricardo A. Vago
Ricardo A. Vago (1884-Buenos Aires, 23 de abril de 1944) fue un militar argentino, perteneciente a la Armada, alcanzando la jerarquía de capitán de navío. Se desempeñó como ministro de Obras Públicas de la Nación Argentina brevemente en 1943 durante el gobierno de facto de Pedro Pablo Ramírez.

## Biografía
Integró la dotación de la Fragata ARA Presidente Sarmiento en dos viajes de estudio, en uno de ellos como segundo comandante. Fue comandante del crucero ARA 25 de Mayo, del guardacostas ARA Garibaldi, del acorazado ARA Los Andes, el cañonero ARA Azopardo y el cañonero ARA Independencia. Dirigió la Escuela Naval y fue director de Navegación de forma interina.
Con el rango de capitán de fragata, estuvo al mando del Transporte ARA Guardia Nacional, dirigiéndose a las islas Georgias del Sur en 1923. En ese viaje se efectuaron observaciones hidrográficas. Vago, midiendo diferencias de temperatura del agua de mar, se dio cuenta de la convergencia antártica, descubierta años más tarde con métodos modernos. También realizó un reconocimiento hidrográfico en las islas Pájaro y Bienvenido y durante la estadía de dos semanas entre el 6 y el 22 de febrero de 1924 en Grytviken, condujo relevamientos costeros, recolectó información detallada de balizamiento y preparó un censo general de las instalaciones de las seis compañías pesqueras allí instaladas. Luego regresaron a Buenos Aires. En su honor, una caleta de la costa nordeste de la isla San Pedro lleva su nombre.
Entre 1923 y 1926, fue agregado naval en la Embajada de Argentina en los Estados Unidos, y en 1931 fue titular de la Oficina Central de Hidrografía. Dejó el servicio activo en 1933, con el grado de capitán de navío.
Ocupó el cargo de ministro de Obras Públicas de la Nación Argentina, tras una reorganización del gabinete en octubre de 1943. Por problemas de salud, renunció al poco tiempo, en el mes de diciembre, siendo reemplazado de forma interina por el ministro de Marina Benito Sueyro.
Recibió la Orden del Sol y la Orden del Mérito Naval de España.
Falleció en Buenos Aires en abril de 1944.